# タレッジョ
タレッジョ（伊語： Taleggio ）は、北イタリアのポー川流域にあるロンバルティア地方で生産されているDOP指定のチーズである。名称は原産地のタレッジョ渓谷に由来している。
ウォッシュタイプのチーズであるため特有の強い匂いを有するものの、穏やかな口当たりと軽い酸味を持つ食べやすいチーズである。イタリアのチーズには珍しい平たい正方形をしている。これはチーズの原産地が険しい渓谷であったため運搬時に効率よく積載する必要があり正方形に整形されたと言われている。外皮はピンク色からオレンジ色であるが、熟成したものでは茶色がかった色になりアオカビが付くこともある。
5、6世紀頃からアルプスの遊牧民が作っていたストラッキーノと呼ばれるチーズを起源に持つ古いチーズであり、10世紀頃には既に作られていたとされているが、この伝統的なチーズにタレッジョという名前がつけられ工場生産されるようになったのが第一次世界大戦の後のことであるため、比較的新しいチーズであるともされている。

## 製法
タレッジョは低温殺菌された牛の全乳を使用して作られる。32-35度程度に加熱した全乳に乳酸桿菌と連鎖球菌を移植して成熟させた後レンネットを加えて凝固させ、得られたカードを米粒大に細分化する。細分化したカードは1辺20 cm程の正方形の型に入れ整形し乳清を抜いた後22-25度で8-16時間ほど放置する。その後、チーズを有害な微生物から守り独特の風味を与えるために、塩水もしくは塩を表面に加え熟成を行う。熟成は最短で35日間、通常40日程度熟成させる。熟成させている間は気温2-6度、湿度85-90%の環境に保ち、およそ7日毎にチーズの表面を塩水で洗浄する。このチーズの洗浄によってウォッシュチーズに独特な表皮のオレンジ色が形成される。なお、洗浄は水ではなく酒でおこなう場合もある。
DOPによって指定された伝統的製法に従って製造しなければタレッジョの名称を使うことが出来ないため、乳の成熟に用いられる菌や凝固に用いられるレンネットは自然の物を用いなければならず、微生物から遺伝子組み換えで生産されたものを使用することはできない。